# كلايف هنري
كلايف هنري (بالإنجليزية: Clive Henry)‏ هو محامي نيوزيلندي، ولد في 16 مايو 1903، وتوفي في 7 نوفمبر 2001.